# Solanum indivisum
Solanum indivisum är en potatisväxtart som beskrevs av Johanna A. Witasek och J.R.Benn. Solanum indivisum ingår i släktet skattor som ingår i familjen potatisväxter. Inga underarter finns listade i Catalogue of Life.